# گلوری آلوزی
گلوری آلوزی (اسپانیایی: Glory Alozie‎؛ زادهٔ ۳۰ دسامبر ۱۹۷۷) دونده سرعت اهل نیجریه است.